# Aga Buriatia

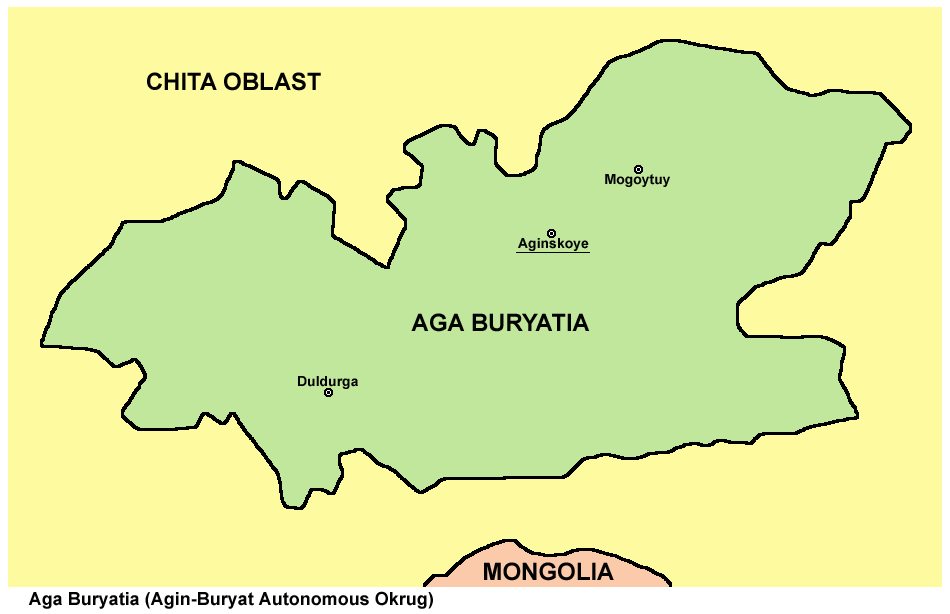

 Aga Buriatia (rusă Агинский Бурятский автономный округ) este un ținut autonom din districtul Siberia, Federația Rusă.